# چاچران شریف
چاچران شریف (به انگلیسی: Chachran) یک منطقهٔ مسکونی در پاکستان است که در پنجاب واقع شده‌است.